# Michael Fleischhauer
Michael Fleischhauer (* 6. Januar 1963 in Rostock) ist ein deutscher Theoretischer Physiker und Hochschullehrer, der auf dem Gebiet der Quantenoptik forscht.

## Laufbahn
Fleischhauer wurde 1963 in Rostock geboren und wuchs in der DDR auf. Von 1983 bis 1988 studierte er an der Friedrich-Schiller-Universität Jena Physik, wo er bei Max Schubert seine Diplomarbeit schrieb, bei dem er 1991 mit Arbeiten zu nichtklassischen Eigenschaften von Licht auch promoviert wurde.
Als Postdoc ging er von 1991 bis 1992 ans Center for Advanced Studies der University of New Mexico, Albuquerque und war dann bis 2000 wissenschaftlicher Mitarbeiter an der Ludwig-Maximilians-Universität München (LMU). Zwischenzeitlich war er als Feodor-Lynen Fellow der Alexander-von-Humboldt-Stiftung an der Texas A&M University in College Station bei Marlan Scully und danach zu längeren Forschungsaufenthalten an der University of Auckland und am Institute for Theoretical Atomic, Molecular and Optical Physics der Harvard University.
Im Jahr 2000 wurde er an der LMU mit der Schrift Electromagnetically Induced Transparency in Optically Thick Media habilitiert.
Seit Oktober 2000 ist Fleischhauer Professor für Theoretische Physik an der Universität Kaiserslautern.
Fleischhauers Forschung gehört zum Gebiet der Quantenoptik, er untersucht vor allem kohärente und Vielteilchen-Effekte in der Wechselwirkung von Licht und Materie, sowie deren Anwendungen in der Quanteninformatik. Zusammen mit Mikhail Lukin zeigte er wie mittels elektromagnetisch induzierter Transparenz Photonen kohärent in Anregungen eines atomaren Gases umgewandelt und Licht so verlangsamt oder ganz zum Stillstand gebracht werden kann, ein Effekt, der wenig später in zwei Experimenten in Harvard nachgewiesen wurde und der auch als möglicher Quantenspeicher für Zustände des elektromagnetischen Feldes untersucht wird.
Weitere seiner Arbeiten beschäftigen sich mit Rydberg-Atomen und ihrer Nutzung, um Photonen miteinander in Wechselwirkung zu setzen, mit der Verwendung quantenoptischer Systeme als Magnetometer und der Dynamik offener Quantensysteme.
Fleischhauer war unter anderem Sprecher des Graduiertenkollegs GRK 792, des Sonderforschungsbereich/TR185 Open System Control of Atomic and Photonic Matter (OSCAR) und stellvertretender Koordinator des DFG-Schwerpunktprogramms Giant Interactions in Rydberg Systems (GiRyd) SPP 1929. Von 2008 bis 2010 war er Sprecher der Sektion Quantenoptik und Photonik der Deutschen Physikalischen Gesellschaft (DPG) und von 2010 bis 2018 im Vorstandsrat der DPG. Er hat seit 1998 über 20 Doktorarbeiten betreut.

## Ehrungen
Seit 2014 ist Fleischhauer Mitglied der Akademie der Wissenschaften und der Literatur in Mainz. Im Jahr 2025 wurde ihm der Herbert-Walther-Preis verliehen.

## Veröffentlichungen (Auswahl)
Fleischhauer hat (laut Web of Science im April 2025) über 240 Artikel in peer-reviewten Zeitschriften publiziert, die über 21.000 mal zitiert wurden (h-Index von 59).
- M. D. Lukin, S. F. Yelin, M. Fleischhauer: Entanglement of atomic ensembles by trapping correlated photon states. In: Phys. Rev. Lett. Band 84, Nr. 18, 2000, S. 4232, doi:10.1103/PhysRevLett.84.4232, arxiv:quant-ph/9912046.
- M. Fleischhauer, M. D. Lukin: Dark-state polaritons in electromagnetically induced transparency. In: Phys. Rev. Lett. Band 84, Nr. 22, 2000, S. 5094, doi:10.1103/PhysRevLett.84.5094, arxiv:quant-ph/0001094.
- M. D. Lukin, M. Fleischhauer, R. Cote, L.-M. Duan, D. Jaksch, J. I. Cirac, P. Zoller: Dipole blockade and quantum information processing in mesoscopic atomic ensembles. In: Phys. Rev. Lett. Band 87, Nr. 3, 2001, S. 037901, doi:10.1103/PhysRevLett.87.037901.
- N. V. Vitanov, M. Fleischhauer, B. W. Shore, K. Bergmann: Coherent manipulation of atoms molecules by sequential laser pulses. In: Advances in Atomic, Molecular, and Optical Physics. Band 46, 2001, S. 55–190, doi:10.1016/S1049-250X(01)80063-X.
- M. O. Scully, M. Fleischhauer: High-sensitivity magnetometer based on index-enhanced media. In: Phys. Rev. Lett. Band 69, Nr. 9, 1992, S. 1360, doi:10.1103/PhysRevLett.69.1360.
- M. Fleischhauer, M. D. Lukin: Quantum memory for photons: Dark-state polaritons. In: Phys. Rev. A. Band 65, Nr. 2, 2002, S. 022314, doi:10.1103/PhysRevA.65.022314, arxiv:quant-ph/0106066.
- M. D. Eisaman, A. André, F. Massou, M. Fleischhauer, A. S. Zibrov, M. D. Lukin: Electromagnetically induced transparency with tunable single-photon pulses. In: Nature. Band 438, Nr. 7069, 2005, S. 837–841, doi:10.1038/nature04327.
- J. Ruseckas, G. Juzeliūnas, P. Öhberg, M. Fleischhauer: Non-Abelian gauge potentials for ultracold atoms with degenerate dark states. In: Phys. Rev. Lett. Band 95, Nr. 1, 2005, S. 010404, doi:10.1103/PhysRevLett.95.010404.
- M. Fleischhauer, A. Imamoglu, J. P. Marangos: Electromagnetically induced transparency: Optics in coherent media. In: Rev. Mod. Phys. Band 77, Nr. 2, 2005, S. 633–673, doi:10.1103/RevModPhys.77.633.
- N. Liu, L. Langguth, T. Weiss, J. Kästel, M. Fleischhauer, T. Pfau, H. Giessen: Plasmonic analogue of electromagnetically induced transparency at the Drude damping limit. In: Nature Materials. Band 8, Nr. 9, 2009, S. 758–762, doi:10.1038/nmat2495.